# Tedros
Tedros ist ein männlicher nordafrikanischer Vorname, insbesondere in Äthiopien und Eritrea. Der Name bedeutet „Gottesgeschenk“.

## Namensträger
- Tedros Adhanom Ghebreyesus (* 1965), äthiopischer Biologe, Immunologe und Politiker
- Tedros Teclebrhan (* 1983), deutscher Komiker, Schauspieler, Musiker, Musicaldarsteller und Webvideoproduzent